# المشاهيت (ذي السفال)

تعديل مصدري - تعديل

المشاهيت محلة تابعة لقرية ذي فرع، التابعة لعزلة الوحص بمديرية ذي السفال إحدى مديريات محافظة إب في الجمهورية اليمنية، بلغ تعداد سكانها 79 حسب تعداد اليمن لعام 2004.